# Seznam bosansko-hercegovskih politikov
Seznam bosansko-hercegovskih politikov. (Glej tudi: Seznam hrvaških politikov, Seznam srbskih politikov, Seznam slovenskih politikov, Seznam črnogorskih politikov in Seznam generalov Oboroženih sil Bosne in Hercegovine)

## A
- Fikret Abdić ("Babo")
- Elvira Abdić-Jelenović
- Irfan Ajanović
- Mirnes Ajanović
- Mile Akmadžić
- (Mehmed (Meho) Alajbegović)
- Tugomir Alaupović
- Nisim Albahari
- Alija Alijagić
- Fazli Alikalfić
- Judah Alkalaj
- Sven Alkalaj
- Ivo Andrić-Lužanski
- Filip Andrić
- Mato Andrić
- V. Andrić
- Zdenko Antunović
- Tarik Arapčić
- Damir Arnaut

- (Andrija Artuković)
- Amir Avdić
- Sead Avdić

## B
- Anto Babić (zgodovinar)
- Ljubo Babić (politik)
- Ivan Bagarić
- Marko Bagarić
- Slavo Bago
- Dimitrije Bajalica
- Mirko Baković
- Mirko Banjac
- Luka Banović
- Jusuf Barčić ?
- Safvet-beg Bašagić
- Rade Bašić
- Boško Baškot
- Mirko Batinić
- Denis Bećirović
- Muhamed Beganović
- Alija Begović
- (Vlajko Begović)
- Alija Behmen
- Beriz Belkić
- Ivan Bender
- Alfred Bergman
- Selim Bešlagić
- Vjekoslav Bevanda
- Edhem Bičakčić
- Slobodan Bijelić
- Drago Blagojević
- Ivica Blažević
- Mate Boban
- Džemal Bijedić
- Emerik Blum
- Dragan Bogdanić
- Bogić Bogičević
- Milorad Bojović
- Srećko Boras
- Branislav Borenović
- Semiha Borovac
- Boro Bosić
- Mladen Bosić
- Bilal Bosnić (?)
- Brano Bosnić
- Mladen Bošković
- Rade Bošnjak
- Dragan Božanić
- Lidija Bradara
- Bogomir Brajković
- Nedžad Branković
- Ivan Brigić
- Hasan Brkić - Aco
- Josip Brkić
- Milenko Brkić
- Esad Brković
- Jusuf Bubica
- Živko Budimir
- Marija Buhač
- Pero Bukejlović
- Didak Buntić - "hercegovački Mojsije"
- Stefan Burian
- Mahmut Bušatlija
- Vaso Butozan

## C
- Karlo Cankar
- Esad Cerić
- Mustafa ef. Cerić
- Selmo Cikotić
- Igor Crnadak
- Vaso Crnogorčević
- Željka Cvijanović
- Nikola Cvijetić

## Č
- Edhem Čamo?
- Aljoša Čampara
- Avdo Čampara
- Mehmed Džemaludin ef. Čaušević
- Sead Čaušević
- Admir Čavalić
- Marinko Čavara
- Dragan Čavić
- Savo Čečur
- Hiba Čehajić
- Osman Čehajić
- Hasan Čengić
- Muhamed Čengić
- Josip Čižinski (ps. Milan Gorkić)
- Đorđe Čokorilo
- Bariša Čolak
- Božidar Čolaković?
- Rodoljub "Roćko" Čolaković
- Dragan Čović
- Predrag Čović
- Branko Čubrilović
- Nedeljko Čubrilović
- (Vaso Čubrilović)
- (Veljko Čubrilović)
- Fehim Čurčić

## Ć
- (Nikola Ćabrinovič)
- Smailaga Ćemalović
- Ćeman
- (Hamdija Ćemerlić)
- Mehmed-beg Ćemerlić
- Marko Ćeranić
- Husein Husaga Ćišić
- Miroslav Ćorić
- Svetozar Ćorović
- Vladimir Ćorović
- Zdenko Ćosić
- Fehim ef. Ćurčić

## D
- Draško Dalić
- Branko Damjanac
- Uglješa Danilović
- Šemsudin Dedić
- Jefto Dedijer
- Zijad Deljo
- Fikret Dervišević
- Lazar Dimitrijević
- Danilo Dimović
- Nijaz Dizdarević
- Raif Dizdarević
- Rešad Dizdarević
- Milorad Dodik
- Petar Dodik
- Petar Dokić
- Anto Domić
- Ilija Došen
- Fadil Drina
- (Atif Dudaković)
- Rato(mir) Dugonjić
- Milan Dunović
- Nijaz Duraković
- Jasmin Duvnjak
- Šefik Džaferović
- N. Džamonja
- Šahbaz Džihanović
- Šefkija Džiho
- Aleksandar Džombić

## Đ
- Stjepan Đaković
- Mirsad Đapo
- Branko Đerić
- Osman Đikić
- Gojko Đogo
- Dragan Đokanović
- Dženan Đonlagić
- Petar Đokić
- Neven Đukić
- Milutin Đurašković
- Nikola Đurđević
- Blažo Đuričić

## E
- Jasmin Emrić
- S. Eraković ?
- Nikola Erceg

## F
- Salih Fejić
- Mersud Ferizović
- Ahmet Fetahagić
- Ilija Filipović
- Karlo Filipović
- Muhamed Filipović?
- Nikola Filipović
- Safet Filipović
- Sulejman Filipović
- Jakob Finci
- Ali-beg Firdus (Alibeg Firdus)
- Edin Forto
- Emir Frašto

## G
- Vaso Gačić
- Vladimir Gaćinović
- Ale Galić
- Jure Galić
- Miralem Galijašević
- Ejup Ganić
- Mirza Ganić
- Miroslav Gavrić
- Halid Genjac
- Šefkija Gluhić
- Srebrenka Golić
- Branko Golub
- Milan Gorkić (pravo ime Josip Čižinski/Josef Čižinský)
- Feliks Gorski
- Vukota Govedarica
- Kata Govorušić
- Hasan Grabčanović
- (Trifko Grabež)
- Željka Grabovac Cvijanović
- Husein-kapetan Gradaščević
- Anđelko Grahovac
- Šćepan Grđić
- Vasilij Grđić
- Jakov Grgurić
- Dušan Grk
- Kosta Grubačić
- Josip Grubeša
- Bego Gutić

## H
- Izmir Hadžiavdić
- Hakija Hadžić (1883-1953)
- Izet Hadžić
- Muhamed Hadžić
- Nedžad Hadžić
- R. Hadžidamjanović
- Huso Hadžidedić
- Muhamed Hadžijahić
- Jamila Hadžimustafić
- Bakir Hadžiomerović
- Ibrahim Hadžiomerović
- Ahmet Hadžipašić
- Sabira Hadžović
- Safet Halilović
- Salem Halilović
- Sanjin Halimović
- Muhidin Hamamdžić
- Midhat Haračić
- Vahid Hećo
- Zukan Helez
- Mugdin Herceg
- Nevenko Hercog
- Franjo Herljević
- Atif Hodžić
- Halidbeg Hrasnica
- Avdo Humo
- Munib Husejnagić

## I
- Muhamed Ibrahimpašić
- Jasmin Imamović
- (Valentin Inzko)
- Ramo Isak
- Fadil Islamović
- Mladen Ivanić
- Jerko Ivanković Lijanović
- Mladen Ivanković Lijanović
- Ivan Ivić
- Branko Ivković
- Alija Izetbegović
- Bakir Izetbegović

## J
- Jovo Jakšić
- Rade Jakšić
- Sreten Jakšić
- Jakub-Paša Bošnjak
- Sead Jamakosmanović
- Krsto Jandrić
- Bajazit Jašarević
- Gligorije Jeftanović
- Ante Jelavić
- Vjekoslav Jelavić
- Jelena - kraljica
- Julijan Jelenić
- Milan Jelić
- Željko Jerkić
- Amer Jerlagić
- M. Jojkić
- Živko Jošilo?
- Isa Jovanović?
- Ivo Miro Jović
- Ivan Jozić
- Velimir Jukić
- Amra Junuzović-Kaljić
- Niko Jurinčić
- Zvonko Jurišić
- Zlatko Jušić

## K
- Esed Kadrić
- Drago Kalabić
- Ante Kamenjašević
- Hajrudin (Hajro) Kapetanović
- Izudin Kapetanović
- Čedo Kapor
- Momir Kapor
- Osman Karabegović
- Radovan Karadžić
- Sonja Karadžić-Jovičević
- Mario Karamatić
- Hamdija Karamehmedović
- Zlatan Karavdić
- Benjamina Karić
- Enes Karić
- Rajko Kasagić
- Anton Kasipović
- Fuad Kasumović
- Mirsad Kebo
- Vojislav "Đedo" Kecmanović
- Muhamed Kešetović
- Milivoje Kićanović
- Siniša Kisić
- Marijan Klaić
- Gojko Kličković
- Stjepan Kljujić
- Pavo Kobaš
- Petar Kočić
- Ljubo Kojo
- Predrag Kojović
- Zlatan Kokić
- Rudi Kolak
- Nikola Koljević
- Jasmin Komić
- Ivo Komšić
- Željko Komšić
- Elmedin (Dino) Konaković
- Abdulah Konjicija
- Dario Kordić
- Sakib Korkut
- Dragutin Kosovac - "Braco"
- Staša Košarac
- Desa Koštan
- Nikola Kotle
- Dušanka Kovačević
- Milovan Kovačević - Mićo
- Nikola Kovačević (1894-1979)
- Muhammed Kozadra
- Dušan Kozić
- Franjo Kožul
- Borislav Krajina
- Momčilo Krajišnik
- Muhamed Kreševljaković
- (Andrija Krešić)
- Borjana Krišto
- Jozo Križanović
- Ivan Krndelj
- Drago(mir) Krndija
- Zdravko Krsmanović
- Uroš Krulj
- Džafer (beg) Kulenović
- Mesud Kulenović
- Osman Kulenović
- Kulin ban
- Ibrahim Ibro Kulin
- Esad ef. Kulović
- Hamdija Kulović
- Ismet Kumalić
- Vojo Kuprešanin
- Mustafa Kurtović
- Šukrija Kurtović
- Todo Kurtović

## L
- Zlatko Lagumdžija
- Denis Lasić
- Viktor Lasić
- Jakov Lastrić
- Lazar Latinović?
- Đ. Lazarević
- Miro Lazović
- Fatima Leho
- Refik Lendo
- Tahir Lendo
- Hamdija Lipovača
- Sabid Lipović
- S. Ljubibratić
- Drago Ljubičić
- Božo Ljubić
- Mariofil Ljubić
- Frano Ljubić
- Irfan Ljubijankić
- Tatjana Ljujić-Mijatović
- Josip Lovrenović
- Ljiljana Lovrić
- Ivo Lozančić
- Niko Lozančić
- Dragan Lukač
- Sreten Lukić
- Vladimir Lukić

## M
- Omer Macić
- Danko Madunić
- Ibrahim ef. Maglajlić
- Šefket Maglajlić
- Seid Maglajlija
- Melika Mahmutbegović
- Petar Majić
- Dušanka Majkić
- Dane Malešević
- J. Malić
- Nikola Mandić
- Zoran Mandlbaum
- Nikola Mandić
- Pašaga Mandžić - Murat
- Nada Manojlović
- Olga Marasović (por. Danilović)
- Ignjat Marić
- Jozo Marić
- Hajra Marjanović
- Jovan Marjanović -Joco
- Slobodan Marjanović
- (Ante Marković)
- Ivan Marković - Irac
- Pero Marković
- Grgo Martić
- Juraj Martinović
- Tomislav Martinović
- Hamo Masleša
- Veselin Masleša
- Novak Mastilović
- Damir Mašić
- Mijo Matanović
- Ilija Materić
- Božidar Matić
- Ivan Matuzović
- Antun Mavrak - Kerber
- Božidar Matić
- Antun Mavrak
- Srđan Mazalica
- Drago Mažar
- Josip Mažar - Šoša
- Savo Medan
- Meho Mehičić
- H. Mehmedagić
- Amra Mehmedić
- Besim Mehmedić
- Dragan Mektić
- Josip Merdžo
- Munir Mesihović
- Rusmir Mesihović
- Mahir Mešalić
- Ademaga Mešić
- Mićo Mićić
- Spomenka Mičić
- Svetozar Mihajlović
- Mirko Mihaljević
- Niko Mihaljević
- Cvijetin Mijatović - Majo
- Dunja Mijatović
- Dragan Mikerević
- Anđelko Mikulić
- Branko Mikulić
- Milan Miličević
- Petar Milić
- Siniša Milić
- Simo Miljuš
- Goran Milojević
- Derviš-beg Miralem
- Stevo Mirjanić
- Željko Mirjanić
- Vaso Miskin - Crni
- Uzeir Mlivo
- Milutin Morača
- Fuad Muhić
- Mustafa Mujezinović
- Enes Mujić
- Hasan Muratović
- Fikret Musić
- Zahid Mustajbegović
- Abdulah Mutapčić

- Asim-beg Mutevelić
- Mustaj-beg Mutevelić

## N
- Mario Nenadić
- Nenad Nešić
- Božo Nikolić
- Nermin Nikšić
- Zijad Nišić
- Ž. Nježić
- Franc Novak
- Grujo Novaković
- Fadil Novalić
- Mevludin Nuhodžić

## O
- Salko Obhođaš
- Željko Obradović
- Aida Obuća
- Ševkija Okerić
- Emir Oković
- Ante Omazić
- Marijan Oršolić
- Salko Oruč
- Stjepan Ostoja
- Mirko Ostojić
- Stjepan II. Ostojić
- Stjepan Tomaš Ostojić

## P
- Miodrag Pajić
- Ferdo Palac
- Mustafa Pamuk
- Augustin Papić
- Radovan Papić
- Borislav Paravac
- Mustafa Pašić
- Marko Pavić
- Nermin Pećanac
- Mirko Pejanović
- Vasa Pelagić
- Jure Pelivan
- Stipe Pelivan
- Marina Pendeš
- Davor Perinović
- Nikola Perišić
- (Leposava Lepa Perović)
- (Wolfgang Petritsch)
- Ivo Pilar?
- Obrad Piljak
- Nezir Pivić
- Ibrahim Pjanić
- Biljana Plavšić
- Muhidin Pleh
- Fikret Plevljak
- Sifet Podžić
- Lavoslav Polić
- Nedžad Polić
- Nikola Poplašen
- Oskar Potiorek
- Hakija Pozderac
- Hamdija Pozderac
- Nurija Pozderac
- Sanela Prašović-Gadžo
- Hasan Paša Predojević
- Aleksandar Preka
- Nikola Preka
- Srđan Prica
- Stanko Primorac - Ćane
- Boro Princip
- (Gavrilo Princip)
- Jadranko Prlić
- Hamid Pršeš
- Đuro Pucar - Stari
- Svetozar Pudarić
- Atif Purivatra?

## R
- Živko Radišić
- Desnica Radivojević
- Nebojša Radmanović
- Igor Radojičić
- Fahrudin Radončić
- R. Radulović
- Martin Raguž
- Slaven Raguž
- Mustafa Ramić
- Rijad Raščić
- Ante Raštegorac
- Stevo Rauš
- Enver Redžić
- Borko Reljić
- Milanko Renovica
- Lejla Rešić
- Nediljko Rimac
- Ali-paša Rizvanbegović
- Slavko Rodić
- Husein Rošić
- Mustafa Ružnić

## S
- Hamid Ekrem Sahinović
- Bedrudin Salčinović
- Izudin Saračević
- Asim Sarajlić/Sarajlija
- Mirsad Sarić
- Murad Sarić
- Stephan Sarkotić von Lovćen (Stjepan Sarkotić)
- Milenko Savanović
- Adalbert Schek (Adalbert Šek)
- Halil? Seferović
- Salko Selman
- Haris Silajdžić
- Samir Silajdžić
- J. Simić
- Mirko Simić
- Miodrag Simović
- Abdulah Skaka
- Pero Skopljak
- Bariša Smoljan
- Darja Softić Kadenić
- Džemal Sokolović
- Gazi Ferhad-paša Sokolović
- Mehmed Paša Sokolović
- Ibrahim Spahić
- Fehim ef. Spaho
- Mehmed Spaho
- Milan Srškić
- Josip Stadler
- Dragiša "Draško" Stanivuković
- Nenad Stevandić
- Radovan Stijačić
- Miladin Stjepanović
- Mladen Stojanović
- Nikola Stojanović
- P. Stokanović
- Velimir Stojnić
- Edin Subašić
- Muhamed Sudžuka
- Jakub Suljkanović
- Jozo Sunarić

## Š
- Muhamed Šaćirbegović (Muhamed "Mo" Sacirbey)
- Nedžib Šaćirbegović
- Mirsad Šahinović
- Vehid Šahinović
- Sulejman ef. Šarac
- Edin Šarčević
- Ibrahim Šarić
- Ivan Šarić
- Mirko Šarović
- Vlado Šegrt
- Senad Šepić
- Ilija Šimić
- Akif Šeremet
- (Vojislav Šešelj)
- Vladimir Šojić
- Milan Škoro
- Jovo Šmitran
- Atanasije Šola
- Vojislav Šola
- Vladimir Šoljić
- Nikola Špirić
- (Josip Štadler)
- (Gojko Šušak)

## T
- Ivo Tadić
- Marko Tadić
- Ognjen Tadić
- Simo Tadić
- Zoran Tegeltija
- Adnan Terzić
- Redžo Terzič
- Sulejman Tihić
- Sejfudin Tokić
- Stjepan III. Tomašević
- Stanko Tomić
- Osman Topal-paša
- Momir Tošić
- Mitar Trifunović "Učo"
- Jelena Trivić
- Neđo Trninić
- Bisera Turković
- Spasoje Tuševljak
- Stjepan Tvrtko I.
- Stjepan Tvrtko II. Tvrtković

## U
- Gojko Ubiparip
- Sulejman Ugljanin
- Nihad Uk
- Bahrija Umihanić
- Nazif Uruči
- Milan Uzelac
- Uglješa Uzelac

## V
- Marjan Varešanin
- Dušan Vasiljević
- Mirsad Veladžić
- Rudo Vidović
- Hazim Vikalo
- (Salih Vilajetović - vodja odpora proti avstrijski okupaciji Bosne 1878)
- Osman Vilović
- Ivo Vincetić
- Radovan Višković
- Nemanja Vlatković
- Todor Vujasinović - Toša
- Atanasije Vojislavić Šola
- Dragan Vrankić
- Ante Vrdoljak
- Božidar Vučurević
- Zdenko Vukić
- Krunoslav Vuković
- Ljubomir Vulović

## Z
- Mirsad Zaimović
- Suad Zeljković
- Muhamed Zlatar
- Adem Zolj
- Vinko Zorić
- Željana Zovko
- Branko Zrno
- Krešimir Zubak
- Adil Zulfikarpašić
- Denis Zvizdić

## Ž
- Milovan Žanić
- Grujica Žarković
- Izet Žigić
- Milorad Živković